# Olympische Winterspiele 1992/Teilnehmer (Niederlande)
| Gelbes Symbol für Goldmedaillen mit stilisierten Olympischen Ringen | Graues Symbol für Silbermedaillen mit stilisierten Olympischen Ringen | Braundes Symbol für Bronzemedaillen mit stilisierten Olympischen Ringen |
| ------------------------------------------------------------------- | --------------------------------------------------------------------- | ----------------------------------------------------------------------- |
| 1                                                                   | 1                                                                     | 2                                                                       |

Die Niederlande nahmen an den Olympischen Winterspielen 1992 im französischen Albertville mit neunzehn Athleten teil.
Es war die 14. Teilnahme der Niederlande an Olympischen Winterspielen. Die neun Männer und zehn Frauen traten im Eisschnelllauf und im erstmals olympischen Shorttrack an. Mit insgesamt einmal Gold, einmal Silber und zweimal Bronze belegte die Niederlande Platz zwölf im Medaillenspiegel.

## Flaggenträger
Der Eisschnellläufer Leo Visser trug die Flagge der Niederlande während der Eröffnungsfeier im Parc Olympique.

## Teilnehmer nach Sportarten

### Eisschnelllauf
| Frauen: - Christine Aaftink 500 m: 5. Platz – 40,83 s 1000 m: 4. Platz – 1:22,60 min - Yvonne van Gennip 1500 m: DNF (Sturz) 3000 m: 6. Platz – 4:28,10 min - Herma Meijer 500 m: 11. Platz – 41,31 s 1000 m: 12. Platz – 1:23,50 min - Lia van Schie 1500 m: 16. Platz – 2:09,70 min 3000 m: 9. Platz – 4:30,57 min 5000 m: 8. Platz – 7:46,94 min - Sandra Voetelink 500 m: DNF (Sturz) 1000 m: 16. Platz – 1:24,21 min 1500 m: 18. Platz – 2:10,31 min - Carla Zijlstra 1500 m: 9. Platz – 2:08,54 min 3000 m: 4. Platz – 4:27,18 min 5000 m: 4. Platz – 7:41,10 min | Männer: - Thomas Bos 10.000 m: 11. Platz – 14:40,13 min - Arie Loef 500 m: 29. Platz – 38,61 s 1000 m: 14. Platz – 1:16,18 min - Rintje Ritsma 500 m: 27. Platz – 38,51 s 1000 m: 12. Platz – 1:15,96 min 1500 m: 4. Platz – 1:55,70 min - Gerard van Velde 500 m: 5. Platz – 37,49 s 1000 m: 4. Platz – 1:14,93 min - Bart Veldkamp 1500 m: 5. Platz – 1:56,33 min 5000 m: 5. Platz – 7:08,00 min 10.000 m: Gold – 14:12,12 min - Leo Visser 1500 m: Bronze – 1:54,90 min 5000 m: Bronze – 7:04,96 min - Robert Vunderink 10.000 m: 4. Platz – 14:22,92 min - Falko Zandstra 1000 m: 10. Platz – 1:15,57 min 1500 m: 7. Platz – 1:56,96 min 5000 m: Silber – 7:02,28 min |

### Shorttrack
| Frauen: - Priscilla Ernst 3000 m Staffel: 6. Platz – Halbfinale - Joëlle van Koetsveld-van Ankeren 500 m: 13. Platz – Viertelfinale 3000 m Staffel: 6. Platz – Halbfinale - Monique Velzeboer 500 m: 4. Platz – 47,28 s 3000 m Staffel: 6. Platz – Halbfinale - Simone Velzeboer 500 m: 25. Platz – 1. Runde 3000 m Staffel: 6. Platz – Halbfinale | Männer: - Mark Velzeboer 1000 m: 10. Platz – Viertelfinale |